# جرين (مطور العاب فيديو)
قرين "Grin" كانت إحدى شركات تطوير الألعاب تم انشاؤها في ستوكهولم، السويد بواسطة «بو» و «أولف» أنديرسون عام 1997 . عملت قرين على العديد من الإصدارات لكل من الحاسب الشخصي والأجهزة المنزلية وصناديق العاب الصالات.كما أن انها الشركة المنشئة للمحرك ثلاثي الأبعاد «ديزل». أفلست الشركة عام 2009 ليقوم نفس المؤسسين بإنشاء شركة أخرى تحت مسمى اوفر كيل للبرمجيات.

## التاريخ
كانت أول لعبة تصدرها قرين بالستكس وكانت مخصصة لأجهزة الحاسب الألي وصناديق اللعب، لتصدر بعدها قرين لعبة «قطاع الطرق: نهضة فينكس» بالإضافة إلى العديد من المحاكيات المختلفة.
كما كانت الشركة تطور نسخ الحاسب الألي لبعض الشركات الأخرى مثل «توم كلانسي قوست ريكون: المحارب المتطور» و «توم كلانسي قوست ريكون: المحارب المتطور 2» التي تملكهما شركة يوبي سوفت بالأصل. توسعت الشركة لتقوم بفتح العديد من المكاتب لها حول العالم كمكتب لها في برشلونة، اسبانيا ومكتب أخر في غوتنبرغ، السويد ومكتب أخر في جاكرتا، إندونيسيا، لكن الشركة اغلقت مكاتبها بعد الإفلاس.

## المنتجات
| تاريخ الإصدار | عنوان الإصدار   | منصة الإصدار              |
| ------------- | --------------- | ------------------------- |
| 2001          | محرك العاب ديزل | كل جهاز يستطيع التصدير له |

| تاريخ الإصدار | عنوان الإصدار                            | منصة الإصدار                                              | ملاحظات                                      |
| ------------- | ---------------------------------------- | --------------------------------------------------------- | -------------------------------------------- |
| 2001          | بالستكس                                  | مايكروسوفت ويندوز، صناديق العاب الصالات                   |                                              |
| 2003          | قطاع الطرق : نهضة فينكس                  | مايكروسوفت ويندوز                                         |                                              |
| 2006          | توم كلانسي قوست ريكون: المحارب المتطور   | مايكروسوفت ويندوز                                         | تم تطوير نسخة الحاسب الشخصي فقط.             |
| 2007          | توم كلانسي قوست ريكون: المحارب المتطور 2 | مايكروسوفت ويندوز                                         | تم تطوير نسخة الحاسب الشخصي فقط.             |
| 2008          | بيونيك كوماندو ريرميد                    | مايكروسوفت ويندوز، بلايستيشن 3 , اكس بوكس 360 , بلاك بيري |                                              |
| 2009          | مطلوب : أسلحة القدر                      | مايكروسوفت ويندوز، بلايستيشن 3 , اكس بوكس 360             | لم يتم تطوير نسخة الهواتف الذكية من قبل جرين |
| 2009          | بيونيك كوماندو                           | مايكروسوفت ويندوز، بلايستيشن 3 , اكس بوكس 360             |                                              |
| 2009          | ترمنايتور سالفايشن                       | مايكروسوفت ويندوز، بلايستيشن 3 , اكس بوكس 360 , أي أو إس  |                                              |